# Chandni Chowk
Chandni Chowk (en hindi : चांदनी चौक, en ourdou : چاندنی چوک) est l'un des plus anciens marchés de l'Old Delhi, en Inde. C'est aussi l'un des plus achalandés. 
Le Chandni Chowk se situe à proximité de la gare d'Old Delhi. On y trouve le Fort Rouge. Construit au XVIIe siècle par l'empereur moghol Shâh Jahân et conçu par sa fille Jahanara, le marché a été divisé par des canaux afin de refléter la lune. 
Chandni Chowk reste l'un des plus grands marchés de gros de l'Inde,.

## Histoire
L'histoire de Chandni Chowk remonte à la fondation de l'Old Delhi quand l'empereur moghol Shâh Jahân a établi le Fort Rouge, sur les rives du Yamuna à côté de sa capitale nouvellement fondée.
Chandni Chowk a été conçu et mis en place par la princesse Jahanara, la fille préférée de Shâh Jahân, en 1650. Le bazar, initialement de formes carrée et en demi-lune, a été complété par un bassin où se reflète  la lune. . À l'époque de Shâh Jahân, le bazar de Chandni Chowk était célèbre pour ses marchands d'argent. Chandi signifiant argent en hindi, pourrait en être une déformation.
Le bassin de Chandni Chowk a ensuite été remplacé par un clocher (Ghantaghar) jusqu'aux années 1950. L'emplacement central de Chandni Chowk est toujours désigné comme Ghantaghar. Chandni Chowk se situe au milieu de la ville fortifiée, de la Porte de Lahori du Fort Rouge à Fatehpuri Masjid.

## Dans la littérature
Le quartier est au cœur du roman de Sujit Saraf, Le trône du paon, publié en 2007.

## Galerie

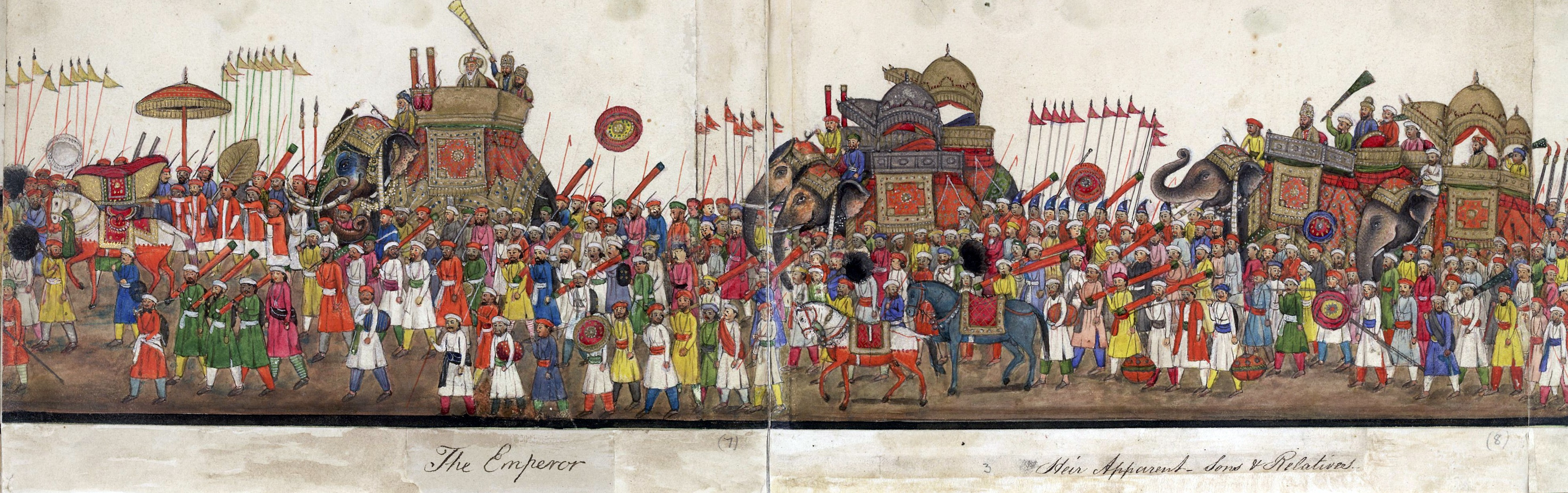
La procession de l'empereur Bahadur Shah II sur le Chandni Chowk, en 1843.
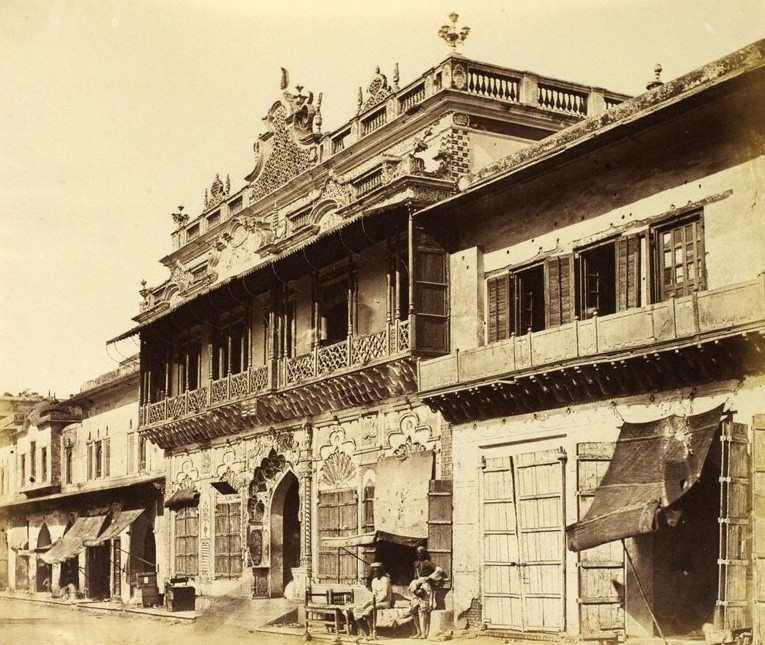
Le Chandni Chowk, en 1858.
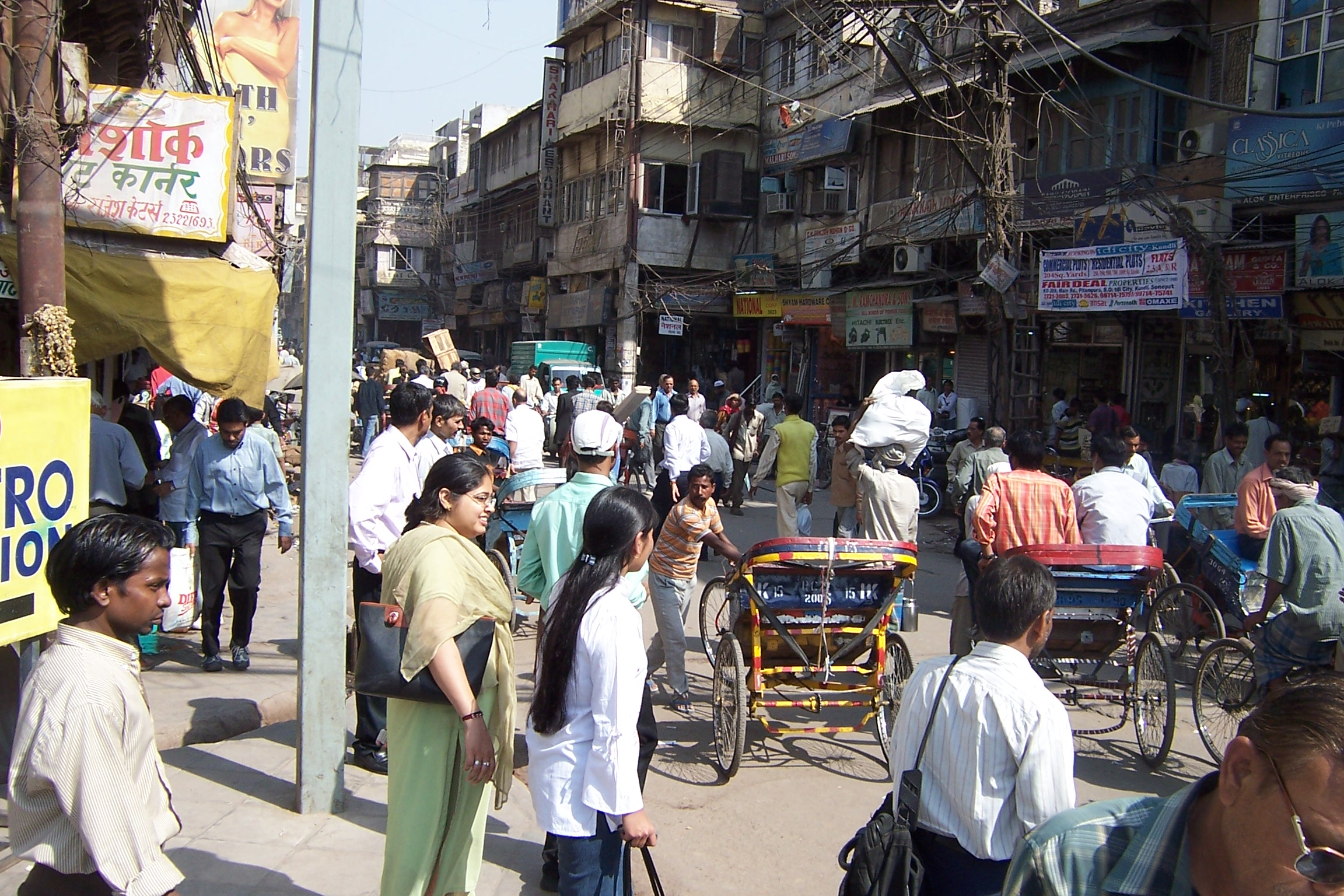
Le Chandni Chowk et son bazar.